# Gösta Berling
Gösta Berling (szw. Gösta Berlings saga) – debiutancka powieść Selmy Lagerlöf. Jej akcja rozgrywa się w latach 20. XIX wieku w szwedzkiej krainie Värmland i opowiada o losach księdza Gösty Berlinga. Powieść składa się ze wstępu, zawierającego dwie części oraz z 36 rozdziałów. Do 2011 roku powieść przetłumaczono na około 50 języków.
Powieść ukazała się po polsku po raz pierwszy w 1905 roku w przekładzie Józefy Klemensiewiczowej, a w 1924 roku w przekładzie Franciszka Mirandoli.

## Fabuła
Gösta Berlings saga to opowieść o życiu wokół jezior Fryken w szwedzkim regionie Värmland w latach 20 XIX wieku. Fabuła powieści skupia się na trzech bohaterach. Są to kolejno: ksiądz Gösta Berling (zdymisjonowany za nieodpowiednie prowadzenie się i nadużywanie alkoholu), majorowa z majątku Ekeby, a także właściciel majątku, Sintram, który żyje w konszachtach z diabłem.

### Wstęp
Pierwsze zdanie powieści jest jednym z najbardziej znanych cytatów w historii literatury szwedzkiej i jest przykładem zastosowania techniki in media res:

W końcu stanął proboszcz na kazalnicy.

Zdymisjonowany ze stanowiska ksiądz Gösta Berling zostaje uratowany przez majorową na Ekeby, która znalazła go, gdy ten chcąc się zabić, rzucił się w wielką zaspę śniegu przy drodze. Majorowa opowiada mu o swoich trudnych doświadczeniach życiowych. Pomimo smutku i rozpaczy, Gösta Berling w końcu zgadza się żyć dalej i zostaje kawalerem w majątku Ekeby. Na tym kończy się wstęp powieści i zaczyna się właściwa historia.

### Opowieść

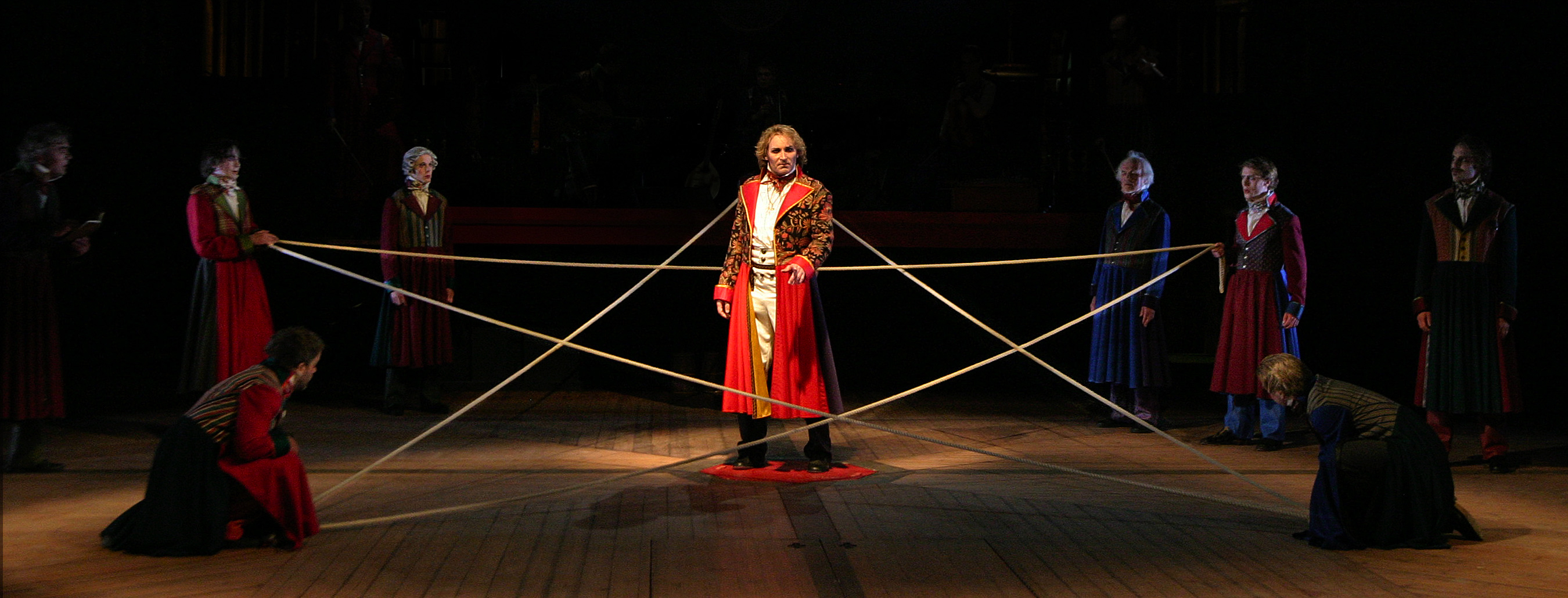
Z przedstawienia teatralnego Gösta Berlings saga w teatrze Västanå, 2011.

Pierwszy rozdział to długi opis wspaniałego krajobrazu, w którym rozgrywa się akcja powieści. Uważa się, że jest on zainspirowany rzeczywistym krajobrazem Värmlandu, a opisane przez Lagerlöf „długie jezioro Löven”  to w rzeczywistości jezioro Fryken.
Noc Bożego Narodzenia, którą Gösta Berling spędza w majątku Ekeby, kończy się tym, że kawalerowie wchodzą w sojusz z diabłem. Ich umowa polega na tym, że majorowa zostaje przepędzona przez nikczemnego Sintrama i kawalerów, by mogli przejąć władanie nad gospodarką. Kawalerowie prowadzą odtąd beztroskie życie, biesiadując, balując i nie przejmując się zbytnio pracą. Majątek podupada, podobnie jak cała okolica. Nadchodzi czas nieurodzaju, okoliczna ludność biednieje, a w końcu wiele osób umiera z głodu. Kawalerowie jednak nadal żyją szczęśliwie i beztrosko.
Gösta Berling wiele razy zakochuje się w różnych kobietach, a jego perypetie miłosne często kończą się tragicznie. Te zdarzenia dają jednak początek nowym historiom, a ta sieć historii jest kołem zamachowym całej opowieść. Chociaż Gösta Berling jest głównym bohaterem utworu Selmy Lagerlöf, znajdziemy w niej wiele innych charakterystycznych i barwnych osobowości, które prawdopodobnie były, przynajmniej częściowo, inspirowane prawdziwymi osobami, które żyły w XIX-wiecznej Värmlandii. Gösta Berling to jednocześnie swego rodzaju baśniowy bohater o niemal nadprzyrodzonych zdolnościach, jak i pijaczyna i niedany ksiądz, którego życie legło w gruzach. W szczególności mitologizowana jest jego zdolność do uwodzenia bogatych młodych kobiet, takich jak Anna Stjärnhök, Marianne Sinclaire i hrabina Elisabeth Dohna.
W warstwie moralnej, powieść Lagerlöf jest hołdem oddanym radości życia, ale jednocześnie potępieniem życia bez pracy. Majorowa gromadzi wokół siebie kawalerów - wesołych obiboków, którzy spędzają czas na polowaniach, grach karcianych i biesiadach. W ostatnim rozdziale wraca majorwa do Ekeby i umiera z powodu choroby. Kawalerowie opuszczają majątek, Gösta Berling w końcu żeni się i zaczyna prowadzić stateczne życie.

## Pierwowzór postaci Gösty Berlinga
Z zapisków na samej Selmy Lagerlöf wiadomo, że pierwowzorem postaci Gösty Berlinga był ksiądz Edvard Emil Ekström z Kil. Ciotka pisarki była bardzo nieszczęśliwie w nim zakochana, mimo że dużo pił i wkrótce zmarł w szpitalu w Vadstena. Ciotka została potem żoną księdza w Karlskoga i nie chciała, by jej przypominano o młodzieńczej miłości. Ze względu na nią Selma Lagerlöf przez długi czas milczała na ten temat i celowo sprowadzała badaczy i dziennikarzy na fałszywe tropy. Dopiero po jej śmierci odkryto zapisek na marginesie, w której wymieniono nazwisko Ekströma.
Co do jednego Selma Lagerlöf była jednak zawsze bardzo stanowcza: kilkakrotnie wyraźnie podkreślała, że wzorem dla postaci Gösta Berling nie był ksiądz z Finnskoga Emanuel Branzell (brat babci Gustafa Frödinga). Mimo to, w turystycznych kampaniach regionu Finnskog w Värmlandii, rola Branzella jako pierwowzoru Gösty Berlinga jest dość wyraźnie podkreślana.

## Adaptacje

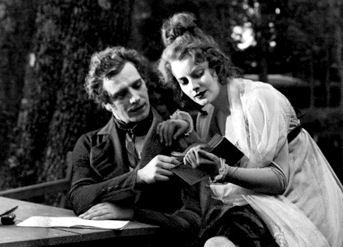
Lars Hanson i Greta Garbo w filmie Gdy zmysły grają (1924)

- Gdy zmysły grają, film z 1924 w reżyserii Mauritza Stillera[3]
- I Cavalieri di Ekebù, opera z 1925 z muzyką Riccardo Zandonai i librettem Arturo Rossato
- Saga Gösty Berlinga, serial telewizyjny z 1986 w reżyserii Bengta Lagerkvista